# Двічі народжений
«Двічі народжений» (рос. «Дважды рождённый») — радянський фільм 1983 року, знятий режисером  Аркадієм Сіренко, автори сценарію —  Віктор Астаф'єв і  Євген Федоровський.

## Сюжет
Біле море. Навесні 1942 року пароплав з пораненими опинився під обстрілом німецьких літаків і був затоплений німцями. Німецький ас нервує: йому ніяк не вдається «дістати» останнього росіянина, що залишився в живих. Вісімнадцятирічний солдат-новобранець, дивом рятуючись від переслідування з повітря, з відчайдушною завзятістю несе звістку про героїчну загибель бойових товаришів, їх останні листи рідним. Він не тільки виживе, але й останнім патроном зіб'є німецького аса.

## У ролях
- В'ячеслав Баранов —  Андрій Булигін
- Ніна Русланова —  мати Андрія
- Тетяна Догілєва —  Таня, медсестра
- Едуард Бочаров —  Огородников
- Георгій Дрозд —  фон Бетгер, німецький льотчик
- Сергій Плотніков —  Миколайович
- Віктор Мірошниченко —  поранений
- Юрій Назаров —  майор
- Геннадій Корольков —  капітан
- Лідія Ежевська —  медсестра
- Валентина Хмара —  медсестра
- Алла Мещерякова —  медсестра
- Сергій Піжель —  моряк
- Микола Кочегаров —  поранений
- Микола Карнаухов —  поранений
- Микола Сморчков —  поранений
- Віктор Уральський —  рульовий
- Сергій Юртайкин —  Мохов
- Ігор Скляр —  «Суслик», німецький льотчик
- Євген Бикадоров —  поранений
- Аліса Виноградова —  епізод
- Леонід Кміт — Льошка

## Знімальна група
- Оператор-постановник:  Елізбар Караваєв
- Режисер-постановник:  Аркадій Сіренко
- Художник-постановник:  Олександр Самулекін
- Композитор:  Едісон Денисов
- Звукооператор:  Володимир Мазуров
- Сценаристи:  Віктор Астаф'єв, Євген Федоровський